# Aumento óptico
Existen dos tipos de aumentos en óptica:

## Aumento lateral o transversal
Consideremos un sistema óptico que forma una imagen de un objeto normal al eje. Si el objeto tiene un tamaño yo y la imagen un tamaño yi, se define el aumento lateral MT como: 
{\displaystyle M_{T}={y_{i} \over y_{o}}}

En un dioptrio esférico sería:

{\displaystyle M_{T}={y_{i} \over y_{o}}={{R-s_{i}} \over {R+s_{o}}}}

Donde si es la distancia desde el dioptrio a la imagen y so la distancia del dioptrio al objeto.

Si {\displaystyle {\big |}M_{T}{\big |}>1\Longrightarrow } El tamaño de la imagen es mayor que el del objeto.

Si {\displaystyle {\big |}M_{T}{\big |}<1\Longrightarrow } El tamaño del objeto es mayor que la imagen.

Si {\displaystyle M_{T}>0\Longrightarrow } La imagen es derecha.

Si {\displaystyle M_{T}<0\Longrightarrow } La imagen está invertida.

A tener en cuenta que si superponemos distintos dioptrios entonces:
{\displaystyle M_{T_{(TOTAL)}}=M_{T_{1}}+...+M_{T_{n}}=\left({\frac {-s_{i_{1}}}{s_{o_{1}}}}\right)\cdot ...\cdot \left({\frac {-s_{i_{n}}}{s_{o_{n}}}}\right)}

## Aumento angular
Se define el aumento angular que produce el sistema óptico para el observador como el cociente entre el ángulo que ocupa en el campo de visión la imagen y el ángulo que ocupa el objeto visto sin el sistema óptico:

{\displaystyle M_{\alpha }={\frac {\alpha _{i}}{\alpha _{o}}}\approx {\frac {y_{i}}{y_{o}}}\cdot {\frac {d_{o}}{d_{i}}}}

Donde la aproximación será correcta siempre estemos en aproximación paraxial y, por tanto podemos aproximar:

{\displaystyle \alpha _{o}\approx \tan \alpha _{o}={\frac {y_{o}}{d_{o}}}\quad ;\quad \alpha _{i}\approx \tan \alpha _{i}={\frac {y_{i}}{d_{i}}}}
- Aumento en una lupa:

Teniendo en cuenta que la distancia mínima a la que el ojo es capaz de enfocar es de unos 25cm como media tenemos fijado do=25cm por tanto:
{\displaystyle \alpha _{o}\approx \tan \alpha _{o}={\frac {y_{o}}{d_{o}=25cm}}}
- Aumento de un telescopio:

Existen dos tipos de telescopios:
1.Astronómico:
La imagen está invertida; usa dos lentes convergentes.
2.De Galileo o Terrestre:
La imagen no sale invertida; usan una lente convergente y otra divergente.
- Datos: Q675287